# Wilhelm Willinger (Politiker)
Wilhelm Willinger (* 29. November 1914 in Walldorf; † 14. Januar 2002) war ein deutscher Landtagsabgeordneter der FDP/DVP in Baden-Württemberg und Bürgermeister von Walldorf.

## Leben
Willinger wurde am 29. November 1914 in Walldorf geboren. Er erhielt seine Schulbildung an der Volksschule Walldorf und der Realschule Wiesloch und besuchte das Realgymnasium Heidelberg. Dort erwarb er 1934 das Abitur. Er leistete Arbeitsdienst und zweijährigen aktiven Wehrdienst und schlug anschließend die Beamtenlaufbahn ein und ging in den gehobenen mittleren Dienst in der Reichsfinanzverwaltung und wurde Steuerinspektor a.p.
Bei Kriegsbeginn wurde er wieder zur Wehrmacht eingezogen und war an der Ostfront. Er wurde Offizier und wurde dreimal verwundet. Nach der Entlassung aus der Kriegsgefangenschaft war er im elterlichen, landwirtschaftlichen Betrieb beschäftigt. Dort hatten seine Eltern auch ein Landesproduktengeschäft. 

### Politische Karriere
1947 wurde er Mitbegründer der DVP in Walldorf und Gemeinderat. Von 1947 bis 1954 war er Fraktionsvorsitzender. Seit 1947 war er zudem Kreistagsabgeordneter. Im Januar 1954 wurde er Bürgermeister in Walldorf und seit 1956 war er Mitglied des Landtags.

## Familie
Willinger war verheiratet und hatte drei Kinder.